# 阿图尔·德·阿尔梅达·里贝罗
阿图尔·罗德里格斯·德·阿尔梅达·里贝罗（葡萄牙語：Artur Rodrigues de Almeida Ribeiro，1865年1月30日—1943年5月7日) ，葡萄牙法官，政治人物。他曾在葡萄牙第一共和国期间担任许多职务，与时任总理阿方索·科斯塔过从甚密。此外，他还是里斯本地理学会成员。

## 生平
1885年毕业于科英布拉大学法律系。1886年被派往葡属西非首府罗安达，先后担任皇家检察官代表、法官和罗安达上诉法院法官。1905年，他晋升为该法院的顾问法官。
1907年被调往里斯本上诉法院工作。1908年-1909年兼任司法审查委员会委员。1912年担任陆军第一师审计长，葡萄牙最高司法委员会委员（至1921年），政教分离法最高执行委员会委员（至1921年）。
1913年起进入政界，被选为葡萄牙共和党皮涅尔地区国会议员。由于曾经在安哥拉殖民地的工作经验，他在1913年1月9日被总理阿方索·科斯塔任命为殖民地部长，任期一年。此外，阿尔梅达·里贝罗在1911年起担任殖民地委员会委员，他提议将殖民地改组为葡萄牙的海外省。在1914年颁布了《海外省财政管理组织法》。他的法律精神一直持续影响了葡萄牙的殖民地政策直到20世纪70年代。
1915年大选中被选为国会共和党瓜达地区议员，并在阿方索·科斯塔内阁中担任内政部长（1915年11月29日-1916年3月15日）。期间葡萄牙政局动荡，社会形式日益混乱。1916年5月28日至1917年4月25日在安东尼奥·何塞·德阿尔梅达内阁中任财政部副部长。1917年4月25日至12月10日，再次在阿方索·科斯塔内阁中任内政部长，并短暂代理财政部和教育部长。但在同年12月5日，科斯塔政府被西多尼奥·派斯组织的军事政变推翻。阿尔梅达·里贝罗因为与科斯塔政府的密切关系多次被军政府逮捕入狱。
1919年担任葡萄牙最高法院顾问法官。1921年重返政界，被选为葡萄牙国会里斯本东区民主共和党议员，直到1925年。1921年至1923年任荷兰海牙常设仲裁法院法官。1925年参与审判未遂政变军官。1926年-1935年，担任葡萄牙殖民地高级委员会委员。1927年6月起退休。
阿尔梅达·里贝罗也是报刊的撰稿人，曾在多份杂志上发表过文章。他还发表了一些评论法院判决的文章。他与殖民事务的联系使他成为里斯本地理学会的成员。
1943年5月7日于里斯本逝世，享年78岁。

## 纪念
澳门的亚美打利庇卢大马路以1914年时任葡萄牙殖民地部长的阿尔梅达·里贝罗命名。